# Grupa Biuletynu Radiowego
Grupa Biuletynu Radiowego – organizacja konspiracyjna socjalistów powstała w 1940 roku, znana była również jako Grupa Akademicka, Biuletynowcy. 
Grupa działała na terenie Warszawy od początku 1940. W jej skład weszła część byłych członków Organizacji Młodzieży Socjalistycznej „Życie”. Hasłem przewodnim była walka o niepodległą i demokratyczną Polskę i utworzenie jednego frontu narodowego ze wszystkich organizacji walczących o niepodległość. Grupa utrzymywała bliskie relacje ze Stowarzyszeniem Przyjaciół ZSRR, organizacją „Młot i Sierp” i Spartakusem. Od wiosny 1941 działacze rozpoczęli wydawanie "Biuletynu Radiowego".
Na czele grupy stali Jerzy Albrecht, Szczepan Dobrowolski, Ładysław Buczyński, Ludwik Krasiński, Zygmunt Jarosz.
W sierpniu 1941 Grupa Biuletynu Radiowego zainicjowała powstanie Związku Walki Wyzwoleńczej, w którego skład weszła.